# Jakob Götzenberger

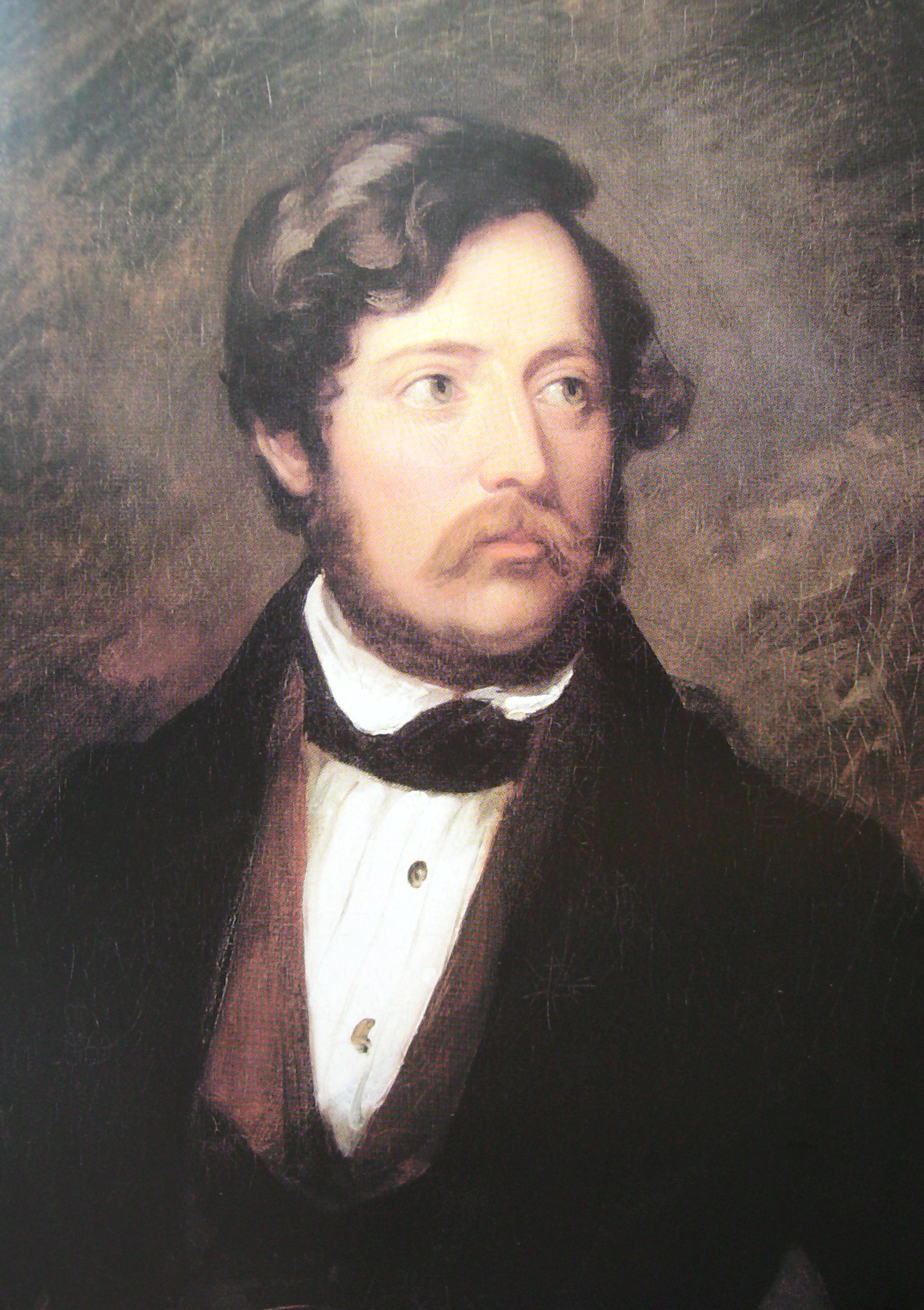
Jakob Götzenberger (Gemälde von Louis Krevel, 1834)

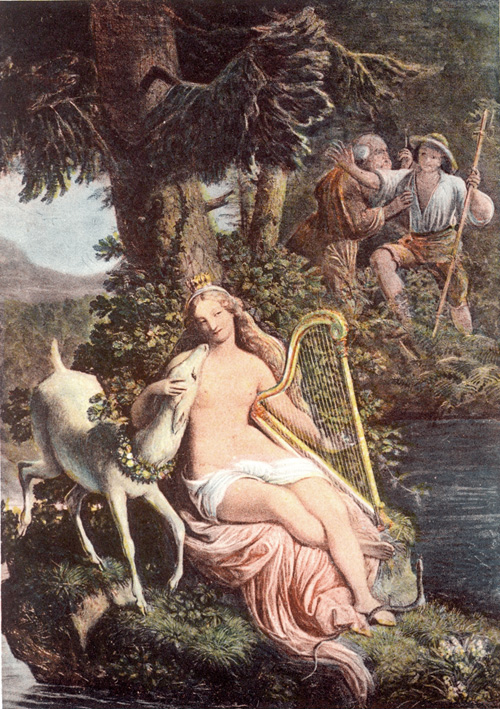
Nixe des Wildsees, Fresko in der Trinkhalle Baden-Baden (1844)

Jakob Götzenberger (auch Franz Jakob Julius Götzenberger, * 4. November 1802 in Heidelberg; † 6. Oktober 1866 in Darmstadt) war ein deutscher Maler.

## Leben
Götzenberger wurde als Sohn des Tapezierers Michael Götzenberger geboren, sein Pate war der Medizinalrat Jacob Götzenberger. Er erhielt seine erste künstlerische Ausbildung durch Josef Wintergerst in Heidelberg. Danach wurde er Student der Kunstakademie Düsseldorf und seit 1820 dort einer der ersten Schüler von Peter Cornelius. Ab 1821 stellte er in Düsseldorf aus. Von 1828 bis 1832 hielt er sich in Italien auf. In Rom, wo der zu den Gründern der Ponte-Molle-Gesellschaft gehörte, lebte er von Ende 1828 bis Mitte Mai 1831.
Drei Jahre widmete er sich gemeinschaftlich mit Carl Heinrich Hermann und Ernst Förster den Fresken der Aula der Universität Bonn, dem ersten monumentalen Werk der Düsseldorfer Schule des Cornelius, wobei ihm von den figurenreichen Darstellungen der vier Fakultäten mit ihren Vertretern der Hauptanteil an der Jurisprudenz und Philosophie zufiel. Den in Düsseldorf komponierten Karton Die juristische Fakultät stellte er dort 1825/1826 aus, den in Rom entworfenen Karton Die philosophische Falultät 1829/1830, den in Mannheim gefertigten Karton Die medizinische Fakultät 1833–35. Zu dieser Zeit war Götzenberger u. a. mit dem südwestdeutschen Porträtmaler Louis Krevel befreundet, der auch ein Porträt von ihm anfertigte.
Später wurde er zum badischen Hofmaler und Galerieinspektor in Mannheim ernannt. Aus dieser Zeit ist seine Freundschaft mit dem aus Sausenheim stammenden und später in Amerika sehr bekannten Maler George Forster belegt, für den er sich 1844 verbürgte, da er ihn „von lange her kenne und von seinem guten Rufe vollkommen überzeugt“ sei. Im Auftrag der Freifrau Josepha Ursula von Herding schmückte Götzenberger die Hauskapelle des Dalberg-Herding’schen Schlosses in Nierstein (Rheinhessen) mit einem Freskenzyklus aus und bemalte 1844 die Trinkhalle in Baden-Baden mit Darstellungen aus den Märchen des Schwarzwaldes, unter anderem mit der Nixe des Waldsees. Er gewann den Wettbewerb um den Freskenzyklus gegen Moritz von Schwind, der dafür 62.000 Gulden verlangte, Götzenberger nur 8.000.
Jakob Götzenberger konnte die Fresken der Trinkhalle nicht ganz fertigstellen, da er 1850 verhaftet wurde. Laut Beschluss des Oberverwaltungsrats wurde er verhaftet „wegen des Verbrechens der Anstiftung zur Kindesabtreibung an seiner Nichte.“ In einem Brief betont er, dass er seiner Nichte helfen wollte, da diese ungewollt und unverheiratet schwanger war.
Er wurde in das Zuchthaus in Bruchsal gebracht, aber schon bald begnadigt, unter der Auflage, Baden zu verlassen. Er floh mit seiner Familie 1850 aus Deutschland nach England. Götzenberger lebte von nun an in England, wo er als Bildnis- und Freskomaler tätig war und in London das große mittlere Atrium im Bridgewater House, den Palast des Earl of Ellesmere, sowie das Northumberland House, den Sitz des Herzogs von Northumberland, mit Wandbildern zierte. 1864 kehrte er nach Deutschland zurück und zog mit seiner Familie nach Darmstadt, wo er auch starb.